# Стеклянка (Бородулихинский район)
Стеклянка (каз. Стеклянка) — упразднённое село в Бородулихинском районе Восточно-Казахстанской области Казахстана. Входило в состав Переменовского сельского округа. Ликвидировано в 2000- годы.

## Население
По данным переписи 1999 года в селе постоянное население отсутствовало.